# Oidiodendron flavum
Oidiodendron flavum är en svampart som beskrevs av Svilv. 1941. Oidiodendron flavum ingår i släktet Oidiodendron och familjen Myxotrichaceae.   Inga underarter finns listade i Catalogue of Life.